# Medalha de Ushakov (Rússia)
A Medalha de Ushakov (em russo: Медаль Ушакова; romaniz.: Medal’ Ushakova) é uma condecoração estatal da Federação Russa. Pelo Decreto do Presidium do Soviete Supremo da Federação Russa de 2 de março de 1992, nº 2424-1, a medalha foi mantida no sistema de condecorações estatais da Federação Russa. Ela foi restabelecida pelo Decreto do Presidente da Federação Russa de 2 de março de 1994, nº 442.
A medalha foi desenhada segundo o projeto do arquiteto M. A. Shepilevskiy.

## Estatuto

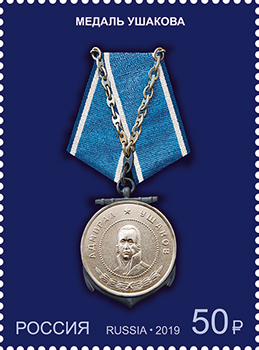
Medalha em selo postal da Rússia 2019

A Medalha de Ushakov é concedida a militares da Marinha Russa, das tropas de fronteira do Serviço Federal de Segurança (FSB) e da Guarda Nacional da Federação Russa, por coragem pessoal e bravura demonstradas na defesa da Pátria e dos interesses estatais da Rússia em teatros de operações navais, na proteção das fronteiras do país, no cumprimento de missões de combate por navios e unidades da Marinha, das tropas de fronteira do FSB e da Guarda Nacional, durante o serviço de combate, em exercícios e manobras militares, no cumprimento do dever militar em condições de risco de vida, bem como por desempenho exemplar no treinamento de combate e na preparação naval.
A medalha pode ser concedida postumamente.
A Medalha de Ushakov é usada no lado esquerdo do peito e, na presença de outras medalhas da Federação Russa, deve ser posicionada após a Medalha de Suvorov.
Para ocasiões especiais ou uso diário, está previsto o uso de uma miniatura da Medalha de Ushakov, que também deve ser colocada após a miniatura da Medalha de Suvorov.
Quando usada como barreta no uniforme, a barreta da Medalha de Ushakov é posicionada após a da Medalha de Suvorov.

## Descrição

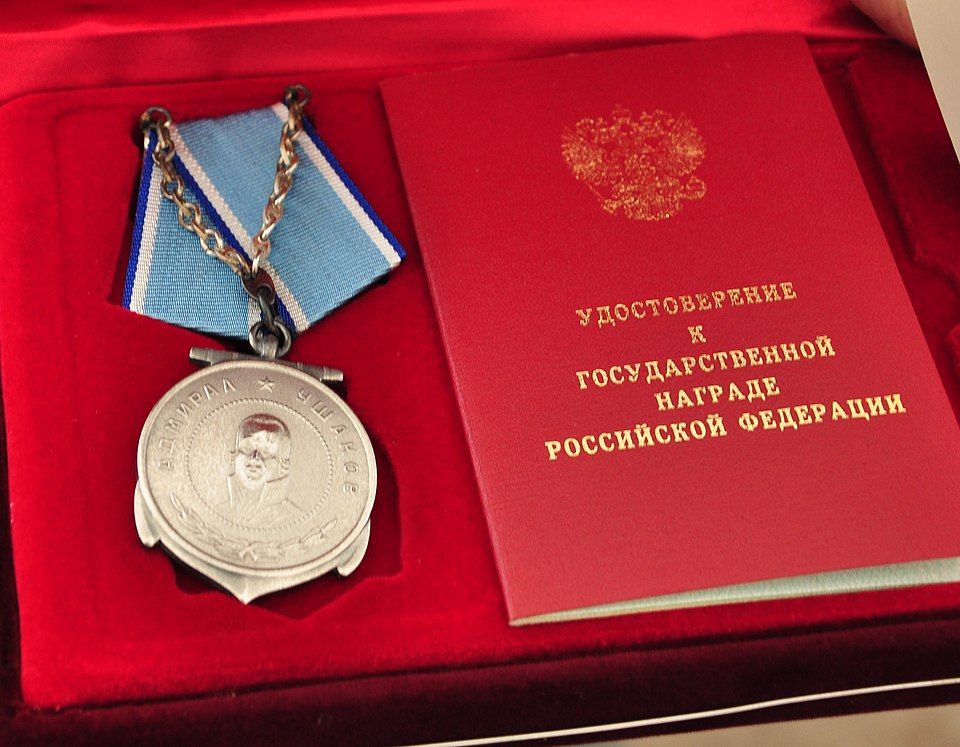
Medalha Ushakov com certificado

A Medalha de Ushakov é feita de prata. Tem formato circular, com 36 mm de diâmetro e borda em relevo. No anverso, há uma imagem em relevo do busto de Fiódor Ushakov, cercada por pequenos pontos em relevo ao longo da borda. Na parte superior está a inscrição em relevo: “ALMIRANTE USHAKOV" («АДМИРАЛ УШАКОВ»; ADMIRAL USHAKOV). Na parte inferior, abaixo do retrato, há dois ramos de louro cruzados por uma fita. O disco da medalha repousa sobre uma âncora. No reverso, está gravado o número da medalha.
Ela é presa por uma argola a um passador pentagonal coberto por uma fita de moiré de seda azul-clara, com faixas brancas e azuis nas bordas. A fita tem 24 mm de largura, com a faixa branca medindo 2 mm e a azul, 1,5 mm. Uma pequena corrente liga os cantos superiores do passador à argola da medalha.
Na versão de uso sobre o uniforme, utiliza-se uma barreta com 8 mm de altura e fita de 24 mm de largura.

## Premiados
A Medalha de Ushakov também pode ser concedida a cidadãos estrangeiros. Em 16 de novembro de 2020, 17 veteranos da Marinha dos Estados Unidos foram condecorados com a medalha por sua participação nos comboios do Ártico, que transportaram suprimentos e equipamentos militares para a União Soviética durante a Grande Guerra Patriótica.
Em 2013, o governo britânico abriu uma exceção às suas regras, permitindo que veteranos britânicos recebessem a condecoração. Entre os homenageados estão:
- Frank Stafford (Royal Navy), que serviu no HMS Sheffield entre 1942 e 1944, participante na caçada ao couraçado alemão Bismarck. Reside atualmente em Ottawa, no Canadá.
- John Bennett,[5][6] Dennis Charles Seignot (Sargento), DM Christison,[7] John Ian Roberts, Stanley Robinson,[8] Cyril James Price,[9] Roy Francis (Tenente-Comandante e sobrevivente do HMS Edinburgh),[10] Yves Marie Dias (Tenente-Comandante, serviu no HMS Meteor), Eric Lyon (Técnico de Comunicações, HMS Zest), Peter Harry Stainwright (HMS Arbiter), David S. Miller (Fuzileiro Naval, HMS Sheffield), e William Pickering, condecorado em 8 de abril de 2015 pelo cônsul-geral da Rússia em Edimburgo, Andrei Pritsepov.[11]

Veteranos canadenses como Donald Edmund McAdam (Marinha Real Canadense) e britânicos como Edward Houghton (HMS Tracker, 1942–1945, residente em Wigan, Lancashire) também foram homenageados.
Em 2014, 30 marinheiros da marinha mercante do Reino Unido receberam a medalha, incluindo Duncan McFarlane Christison e Richard Victor Davies, que completou 100 anos em julho de 2018.
Em agosto de 2014, o Tenente-Comandante John Errol Manners recebeu sua medalha. Já em 23 de outubro do mesmo ano, mais britânicos foram condecorados:
Samuel Leonard Barnes, Thomas Albert Chandler, John Jesse William Church, Colin Churcher, Norman Kenneth Thornton Crocker, Alan James Davies, Sidney Ewers, Patrick William Flanagan, Timothy Patrick Furlonge, Peter James Guthrie, Jeremiah Carruthers Johnston, Frederick Jones, James Richard Marigold, Harold Paul Markham, Patrick Joseph Minogue, Edward Frederick Peers, Owen Pigott, Barrie Desmond Price, Gordon Samuel Ravenscroft, Robert John Remnant, Keith Frank Salisbury, Berwick Colin Sansom, Leonard James Saunders, John Arthur Eddy Searle, John Alfred Charles Shoosmith, Raymond Smith e Allen Robert White.
Em 31 de outubro de 2014, o embaixador russo Dr. Aleksandr Yakovenko condecorou 16 veteranos da Marinha durante uma cerimônia em Belfast. Entre os homenageados estava o tenente Richard T. C. Cocup, da RNVR. Os detalhes sobre os 16 veteranos podem ser encontrados no livro Nearness of Ice, de Kate Newmann.
Em 2015, o sul-africano James (Jim) Cooper, de 93 anos, recebeu a Medalha de Ushakov em sua casa, em Port Elizabeth, África do Sul, entregue pessoalmente pelo cônsul-geral russo Vyacheslav Levin, em reconhecimento ao seu serviço durante a Segunda Guerra Mundial.
No mesmo ano, Harold James Lovering, de Ottery St Mary, Devon, também foi condecorado por sua participação nos comboios do Ártico.
Em fevereiro de 2015, Harry Darby e Dave Hill, de Market Harborough, e Ted Hancox, de Burntwood, receberam a medalha das mãos de Sergei Fedichkin, da embaixada russa, pelos serviços prestados nos comboios do Ártico.
Em Washington, D.C., a Embaixada da Rússia entregou a Medalha de Ushakov a William D. Hahn, por decreto do presidente da Federação Russa, datado de 5 de março de 2015. Ele serviu a bordo do USS Alabama (BB-60), como membro do Departamento de Artilharia, 10.ª Divisão, durante os comboios do Ártico.
O Tenente-Comandante George Verdon (Royal Navy), que serviu nos navios HMS Norfolk (comboio PQ 17), HMS Kent, HMS Vigilant e HMS Mauritius, foi condecorado em 2015 pelos serviços nos comboios russos entre 1941 e 1943. A medalha foi recebida em seu nome por seu filho mais novo, o Comodoro do Ar A. M. Verdon, ex-adido militar britânico em Moscou.
Ainda em 2015, o Sinalizador-Chefe Douglas Albert Stevens foi homenageado por seus serviços nos comboios russos a bordo do HMS Renown. A medalha foi entregue pessoalmente à sua viúva, Rita Stevens, por um adido da embaixada russa em Bristol, em 28 de setembro.
Em 23 de abril de 2015, a medalha nº 2833 foi entregue pelo embaixador russo, Dr. Aleksandr Yakovenko, ao Artilheiro William Ernest Jones, em reconhecimento ao seu serviço a bordo do HMS Diadem.
Nos dias 25 e 26 de março de 2016, o adido da embaixada Oleg Shor entregou a Medalha de Ushakov aos veteranos dos comboios do Ártico Kenneth Rothwell, Joseph Liam Guerin e Maurice Owen. Eles foram condecorados por decreto do Presidente da Federação Russa por sua coragem pessoal e bravura demonstradas durante a Segunda Guerra Mundial.
Em 17 de abril de 2016, a adida da embaixada russa Elizaveta Vokorina entregou a Medalha de Ushakov a três britânicos — Leslie Atkinson, Stanley Harrison e Douglas Eyres — também por decreto presidencial, pelo serviço nos comboios do Ártico durante a Segunda Guerra Mundial.
Em 13 de julho de 2016, Walter Jared Jarvis Whetnall foi agraciado com a medalha, entregue por Oleg Shor, pelo mesmo motivo: sua bravura e coragem pessoal nos comboios árticos da Segunda Guerra.
No dia 19 de julho de 2016, Oleg Shor condecorou os veteranos William Smith, George Alexander Rugen, Sidney Noonan, James Thomas Parsons, John Charles Peters e Cecil Quigley, também reconhecidos pelo decreto presidencial russo por sua atuação corajosa na Segunda Guerra Mundial.
Em 6 de novembro de 2020, o capitão norte-americano Hugh Stephens foi condecorado pela participação em comboios ao porto de Murmansque, Rússia, em 1943, a bordo do SS John Brown. A medalha foi concedida pelo presidente da Federação Russa, Vladimir Putin. Em carta dirigida a Stephens, o embaixador russo nos EUA, Anatoly Antonov, escreveu: “Na Rússia, damos atenção e respeito especiais a todos que contribuíram na luta contra o nazismo. Seu feito heroico é um exemplo inspirador e convincente para as futuras gerações e jamais deve ser esquecido.”
Em 11 de novembro de 2020, o veterano da Marinha Mercante dos EUA Richard Burbine recebeu a Medalha de Ushakov acompanhada de certificado: “Em nome do Presidente da Federação Russa, Vladimir Putin, o Sr. Richard Burbine é agraciado com a Medalha de Ushakov por seu serviço na Segunda Guerra Mundial.” Com 96 anos, residente em Bridgeport, Califórnia, Burbine serviu no navio SS Henry Bacon, o último navio afundado pela Luftwaffe na guerra. Foi torpedeado em 23 de fevereiro de 1945, lançado em águas congelantes ao norte da Noruega e resgatado pelo Subtenente Rodney Bowden do HMS Zambesi (R66).
Na mesma data, George Koch, outro veterano da Marinha Mercante dos EUA, também recebeu a Medalha de Ushakov. Alistou-se em 1944, aos 16 anos, e pouco tempo depois foi enviado ao Ártico rumo a Murmansque, enfrentando submarinos, navios e aviões nazistas, além do frio extremo. Em 1945, passou para a Marinha dos EUA, servindo como artilheiro no USS Oregon City.
Em 13 de abril de 2016, o marinheiro William Hutchins (Royal Navy) recebeu a Medalha de Ushakov por seu serviço no HMS Orwell durante a Segunda Guerra Mundial. Alistado em novembro de 1942, foi treinado no HMS Ganges e depois destacado para o Orwell, que atuou nos comboios árticos. Sofreu com congelamento severo e passou quatro meses em tratamento no Hospital da Marinha Real em Aberdeen. Após se recuperar, retornou ao serviço ativo, especializando-se no resgate de aeronaves abatidas. A medalha foi entregue pessoalmente pelo embaixador Aleksandr Yakovenko. Em 8 de março de 2020, Hutchins foi informado pelo governo russo de que receberia uma medalha comemorativa dos 75 anos da vitória, mas, devido às restrições da COVID-19, ela seria enviada por correio.